# Уцьонж
Уцьонж (пол. Uciąż) — село в Польщі, у гміні Плужниця Вомбжезького повіту Куявсько-Поморського воєводства.
Населення — 179 осіб (2011).
У 1975-1998 роках село належало до Торунського воєводства.

## Демографія
Демографічна структура станом на 31 березня 2011 року:
|          | Загалом | Допрацездатний вік | Працездатний вік | Постпрацездатний вік |
| -------- | ------- | ------------------ | ---------------- | -------------------- |
| Чоловіки | 97      | 25                 | 65               | 7                    |
| Жінки    | 82      | 16                 | 47               | 19                   |
| Разом    | 179     | 41                 | 112              | 26                   |